# Christian Albrecht von Grothusen

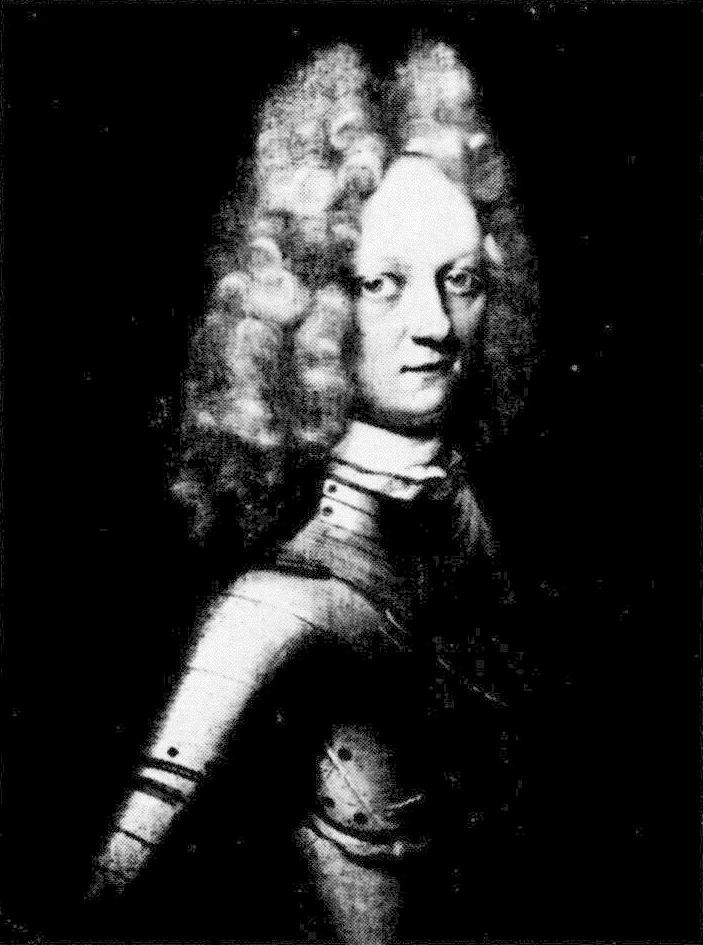
Ludwig Weyandt: Christian Albrecht von Grothusen

Christian Albrecht von Grothusen (* 9. Oktober 1680 in Schleswig; † 16. November 1715 bei Stresow auf Rügen) war ein deutscher Soldat in schwedischen Diensten.

## Leben
Christian Albrecht von Grothusen war Sohn des Generalleutnants in schwedischen Diensten Otto Johann von Grothusen, Erbherr auf Turow in Pommern und Stürzenhof in Livland. Seine Mutter war Margaretha von Behr aus dem Haus Edwahlen.
Der Vater wurde 1687 zum Freiherrn von Turow erhoben, der Grothusenkoog in Schleswig-Holstein ist nach ihm benannt. Christian Albrecht von Grothusen  wurde 1697 Fähnrich des schwedischen Heeres, 1701 Kapitän und 1703 Oberstleutnant. Er war von 1709 bis 1714 mit König Karl XII. von Schweden im Exil von Bender und dessen Vertrauter. 1710 wurde er in Bender zum Oberst befördert und vertrat Karl den XII. als Gesandter im gleichen Jahr in Konstantinopel. 1715 war er Kommandant von Usedom und als Generalmajor der Kavallerie Kommandeur des Bohusläns-Dragonerbataillons. Er fiel im gleichen Jahr in der Schlacht bei Stresow.